# Nousseviller-Saint-Nabor
Nousseviller-Saint-Nabor är en kommun i departementet Moselle i regionen Grand Est (tidigare regionen Lorraine) i nordöstra Frankrike. Kommunen ligger i kantonen Behren-lès-Forbach som tillhör arrondissementet Forbach. År 2022 hade Nousseviller-Saint-Nabor 1 185 invånare.

## Befolkningsutveckling
Antalet invånare i kommunen Nousseviller-Saint-Nabor
| Referens: INSEE |